# 八剣駅
八剣駅（やつるぎえき）は、現在の岐阜県羽島郡岐南町にあった、名古屋鉄道名古屋本線の駅。
現在の岐南駅と笠松駅の間に存在した。
駅名は、当時の岐阜県羽島郡八剣村（現在の岐南町）より。現在の岐南町八剣とは異なる。

## 歴史
- 1914年（大正3年）6月2日 - 美濃電気鉄道の駅として開業。
- 1944年（昭和19年） - 休止。
- 1969年（昭和44年）4月5日 - 廃止。

## 跡地
駅は現在の笠松駅より名鉄岐阜駅方面に、約700m付近にあったと推測される。この付近の名古屋鉄道名古屋本線は排水路沿いに走っているが、排水路の土手の一部が古い玉石になっている箇所があり、この付近といわれている。
現在の地名は、岐阜県羽島郡岐南町徳田西四丁目である。

## 隣の駅
所属路線、隣の駅は営業時代のもの。
名古屋鉄道
名岐線
特急・急行
通過
普通
笠松駅 - 八剣駅 - 境川駅
※ かつては笠松駅 - 当駅間に下徳田駅（1917年（大正6年）廃止）、当駅 - 境川駅間に印食駅（1917年（大正6年）廃止）が存在した。